# For Those in Peril
For Those in Peril ist ein britisches Filmdrama aus dem Jahr 2013 unter der Regie von Paul Wright. Der Film erschien in Großbritannien am 4. Oktober 2013 und wurde von der Kritik positiv aufgenommen.

## Handlung
Aaron, ein junger Außenseiter in einem abgelegenen schottischen Fischerdorf, ist der einzige Überlebende eines merkwürdigen Unfalls beim Fischen. Dabei starben fünf Männer – darunter Aarons älterer Bruder. Angespornt von Seemanns-Folklore und lokalem Aberglauben, beschuldigen die Bewohner des Dorfes Aaron, am Unglück schuld zu sein. Er wird zum Geächteten. Da er sich standhaft weigert, an den Tod seines Bruders zu glauben, zieht er los, um ihn und die anderen Männer zu finden.

## Produktion
Der Film wurde in Gourdon, Aberdeenshire gedreht. Die Arbeit an der ersten Schnittfassung wurde in Paul Wrights Heimat Fife begonnen und in London fortgesetzt.

## Auszeichnungen (Auswahl)
Regisseur Paul Wright wurde 2013 bei den British Independent Film Awards mit dem Douglas Hickox Award ausgezeichnet. Ferner war er bei den British Academy Film Awards 2014 in der Kategorie Beste Nachwuchsleistung nominiert.